# ペンギンパラダイス
ペンギンパラダイスは、2002年に山佐が開発・販売したパチスロ機である。山佐初の4.5号機検定通過マシンである。

## 概要
当時、同社のストック機のツートップでもあった『キングパルサー』と『ネオプラネットXX』を足したようなゲーム性で、ドット演出を採用し、名前通りペンギンが主人公である。しかも『キングパルサー』の演出を踏襲し、ペンギンが滑ったり水中に潜ったりするとボーナスの期待度が高くなる。もちろん、巨大ペンギンや演出5回連続出現などでボーナス確定である。
ビッグボーナスは、リプレイはずしをしようとすると特殊制御が働き、ビタ押しでないとはずしができないどころか小役も獲得できないので順押しでの消化が望ましい。平均で360枚獲得可能。
本機は、設定変更後とボーナス終了後の40Gに連荘のチャンスがあり、その後はチャンスゾーンというものが存在せずどのゲーム数からもボーナスが期待できる。特に457Gハマリ以降はビッグボーナス確定という特典もある。天井は1272G。天井からは連荘モードに移行しやすく、7ラインのため高確率でボーナスがストックされるため連荘モードでの破壊力は凄まじく、レギュラーボーナスが低確率なためビッグボーナス10連以上が平気で起こってしまうというスペックである。
RTゲーム数振り分け率に設定差はなく、低設定でもストックがあれば猛爆するようなシステムで等価の店でも威力を発揮したが、高設定の特典が薄れてしまい、店側としてもストックがあれば猛爆してしまうことでホール側も宣伝としてはよかったものの、「連荘終了=どんな設定でも即ヤメ」されてしまい思ったほど稼動が上がらなかったことから『キングパルサー』のようなロングヒットにはならなかった。
ただ破壊力については『キングパルサー』を完全に凌ぎ、一瞬でドル箱がいくつもできるほどの瞬発力は持っていた。

## 家庭用ゲーム機
- 本機種はPlayStation 2に移植しており、系列会社のヤマサエンタテイメントよりリリースされ、「山佐デジワールド4 DX」として発売された。